# Profumi e balocchi (film)
Profumi e balocchi è un film italiano del 1979 diretto da Angelo Jacono. Il film è una rivisitazione in chiave moderna della famosa canzone composta da E. A. Mario nel 1928. Profumi e balocchi è inoltre l'unico film girato da Angelo Iacono, più noto come produttore.
La pellicola si colloca nel filone di film strappalacrime che tanto successo ebbe in quegli anni in Italia. Il genere, inaugurato da L'ultima neve di primavera di Raimondo Del Balzo (1973) con Renato Cestiè, aveva il suo prototipo in Incompreso di Luigi Comencini (1966). In questi film un bambino buono e sensibile, abbandonato o trascurato dai propri genitori, affronta tragicamente la morte per incidente o malattia, ritrovando solo in questo modo, tardivamente nella sua agonia, l'affetto di cui era stato privato. Protagonista è qui la piccola Leslie D'Olive nel ruolo tragico di vittima innocente, in una delle rare versioni al femminile della storia.

## Trama
Adriana, una donna molto bella, è sposata con Carlo, ma il loro matrimonio è in crisi in quanto Adriana vorrebbe fare la fotomodella. I due hanno una figlia di nove anni, Monica. Monica è accudita soprattutto dal padre, il quale però spesso è lontano da casa per motivi di lavoro; la bambina si sente invece trascurata dalla madre la quale spende molto tempo per curare la propria avvenenza trascurando i desideri della figlia.
Adriana, corteggiata da Riccardo, un ricco imprenditore di Firenze, lascia la famiglia. La bambina soffre per la lontananza della madre. Accompagnata dal padre a Piazza San Pietro la bambina riesce ad avvicinare Papa Giovanni Paolo II e a dirgli che il suo più grande desiderio è quello di vivere con la mamma. Più tardi Monica si ammala. Adriana lascia Riccardo, ritorna a casa per assistere assieme al marito la bambina; la quale muore, felice tuttavia di aver riunito i genitori.